# L’Espluga Calba
L'Espluga Calba – gmina w Hiszpanii, w prowincji Lleida, w Katalonii, o powierzchni 21,55 km². W 2011 roku gmina liczyła 399 mieszkańców.